# Zdzisław Korzec
Zdzisław Korzec (ur. 1929 w Łodzi) − polski naukowiec, prof. dr hab. pracujący w dziedzinie nauk technicznych w dyscyplinach elektronika. Jest specjalistą w zakresie przyrządów półprzewodnikowych oraz komputerowych metod analizy i projektowania układów elektronicznych.
Prof. dr hab. Zdzisław Korzec w 1956 roku ukończył studia na Wydziale Elektrycznym Politechniki Łódzkiej. W 1955 roku rozpoczął pracę w Instytucie Techniki Cieplnej w Łodzi, a od roku 1956 do chwili przejścia na emeryturę, pracował na Politechnice Łódzkiej. Doktoryzował się u profesora Tadeusza Konopińskiego w 1964 roku, stopień doktora habilitowanego uzyskał w 1970 roku, a tytuł profesora otrzymał w 1980 roku.
Był twórcą Instytutu Elektroniki na Wydziale Elektrycznym Politechniki Łódzkiej i jego pierwszym dyrektorem w latach 1973–1986. Pierwszy w kraju zainicjował badania w zakresie tranzystorów polowych i identyfikacji parametrów ich modeli metodą reflektometrii czasowej. W jego dorobku naukowym jest ponad 60 artykułów naukowych i referatów konferencyjnych oraz 7 monografii. Prowadził wykłady na uniwersytetach Anglii, Szkocji, Francji i Algierii. Wypromował 18 doktorów nauk technicznych, spośród których pięciu uzyskało tytuł profesora. Przyczynił się do uruchomienia kierunku studiów elektronika oraz zorganizowania w Instytucie Elektroniki PŁ obszarów badawczych w zakresie energoelektroniki, układów elektronicznych cyfrowych i analogowych, elektroniki medycznej oraz telekomunikacji.
W latach 1993–1999 był kierownikiem studiów doktoranckich przy Wydziale Elektrotechniki i Elektroniki Politechniki Łódzkiej. Był członkiem komitetu naukowego Wydawnictwa Naukowo-Technicznego oraz członkiem zespołu naukowo-dydaktycznego przy Ministrze Nauki, Szkolnictwa Wyższego i Techniki. Od 1990 roku jest członkiem międzynarodowego stowarzyszenia inżynierów elektryków i elektroników IEEE w stopniu Senior Member, członkiem Komitetu Naukowego Elektroniki i Telekomunikacji PAN, członkiem Komitetu Badań Naukowych, członkiem Polskiego Towarzystwa Elektrotechniki Teoretycznej i Stosowanej (PTETiS). W latach 1973–1980 był przewodniczącym Zarządu Oddziału Łódzkiego PTETiS, a od 1993 jest Członkiem Honorowym.

## Wybrane publikacje
- Z. Korzec, Tranzystory polowe: technologia, konstrukcja, zastosowania, Warszawa: Wydawnictwo Naukowo-Techniczne, 1973[3]
- Z. Korzec, Układy półprzewodnikowe: analiza i projektowanie przy użyciu maszyn cyfrowych, Warszawa: Wydawnictwo Naukowo-Techniczne, 1979[4]
- Z. Korzec, T. Kacprzak, Tranzystory polowe złączowe: zasady działania, technologia, zastosowania. Warszawa: Wydawnictwo Naukowo-Techniczne, 1984[5]
- Z. Korzec, R. Łukomski, P. Uchwała, Podstawy telekomunikacji, Łódź: Wydawnictwo WSH-E, 2004[6]
- Z. Korzec, Podstawy współczesnej elektroniki. Podręcznik dla studentów informatyki, Łódź: Wydawnictwo WSH-E, 2007[7]